# Devotazo
Devotazo es el nombre con el que se conoce la manifestación y posterior liberación de presos detenidos por causas políticas  que se realizó en Buenos Aires, Argentina el 25 de mayo de 1973, día en que asumió la presidencia Héctor José Cámpora . La manifestación  exigió la liberación de los presos políticos encarcelados durante el régimen del dictador Juan Carlos Onganía y sus sucesores, muchos de los cuales eran integrantes de las organizaciones guerrilleras peronistas y marxistas surgidas en 1970.  Dado que la movilización casi terminó en la toma del penal, se ha comparado el hecho con la toma de la bastilla.

## Antecedentes

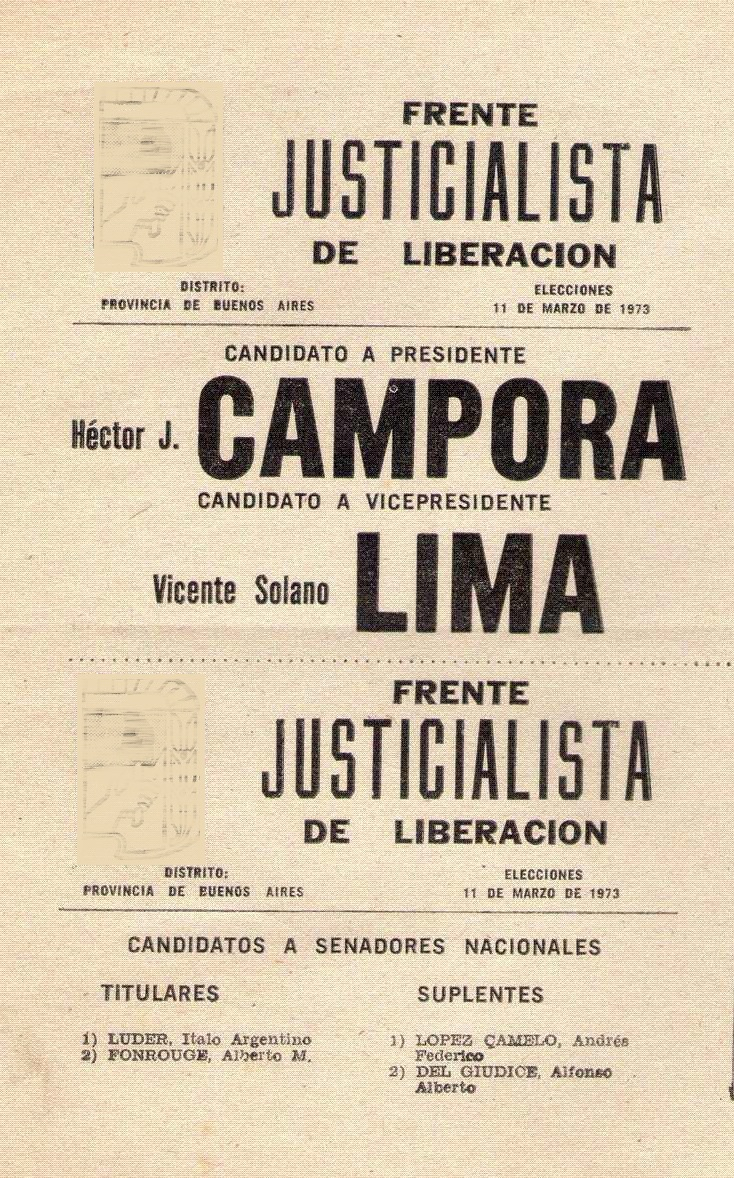
Boleta electoral: Cámpora-Lima

En las elecciones del 11 de marzo de 1973   el candidato peronista Héctor Cámpora había resultado ganador como candidato del Frente Justicialista de Liberación Nacional, un frente liderado por el Partido Justicialista, con casi el 50 % de los votos emitidos y una de sus propuestas, era la aprobación de una amnistía amplia para los delitos cometidos por "móviles políticos, sociales, gremiales o estudiantiles". La cuestión de los presos políticos había sido uno de los ejes de campaña del presidente electo, tal así que en su primer discurso presidencial anuncia el proyecto de ley para otorgar el indulto a los presos políticos.

## Desarrollo de los eventos
El día de la asunción del nuevo presidente peronista, 25 de mayo de 1973 ,miles de manifestantes ,entre ellos  militantes de las organizaciones guerrilleras Fuerzas Armadas Revolucionarias, Fuerzas Armadas Peronistas, Ejército Revolucionario del Pueblo y Montoneros concurrieron masivamente al acto de la Plaza de Mayo. La presencia popular fue   tan grande que los militares que se retiraban del poder suspendieron el desfile militar. Una parte  de los manifestantes  luego  se desplazó hacia la cárcel de Villa Devoto, a la que rodearon y comenzaron a presionar sobre las puertas, mientras que en el interior se organizaban los pabellones donde estaban los presos políticos. 
La idea del  nuevo gobierno peronista era remitir un proyecto de ley de amnistía para su tratamiento inmediato por el Congreso Nacional, para no exponer tanto al recientemente ungido presidente (el indulto es facultativo del Presidente de la Nación, en tanto que la amnistía es facultativa del Congreso). La situación se tornó caótica por la presión popular y una virtual toma de las instalaciones por simpatizantes del ERP, FAP, Montoneros, etc. Esteban Righi, que había asumido ese día como Ministro del Interior se negaba a reprimir a los manifestantes, por lo que alrededor de las 9 de la noche se ordenó la liberación inmediata de los presos políticos que allí se encontraban, realizando apresuradamente una lista de los que consideraban iban a ser beneficiados por la amnistía proyectada. No obstante ello, luego de la salida de los presos un grupo de manifestantes de izquierda persistió en permanecer en el lugar aduciendo que todavía quedaban presos sin liberar, hasta que la policía trató de expulsarlos con gases lacrimógenos. En esas circunstancias se produjo un tiroteo de resultas del cual murieron dos manifestantes: Carlos Miguel Sfeir y Oscar Horacio Lysak.

## La jornada desde el penal
Pedro Luís Cazes Camarero tuvo un rol destacado ese día como representante de los presos políticos del PRT-ERP. Más de la mitad de los presos políticos eran miembros del PRT-ERP y había miembros de las guerrillas peronistas. Además había militantes del PC, del PCR, de OCPO y del GOR. Eran aproximadamente unos 550 en total, distribuidos en cinco pisos de la cárcel de Villa Devoto. Días antes los presos políticos habían tomado varios pabellones.   Los presos recibían visitas de abogados y de periodistas extranjeros. Ese día una gran movilización partió de la Plaza de Mayo hacia la cárcel de Villa Devoto, exigiendo la liberación de los presos que habían luchado contra la dictadura militar. Un grupo de manifestantes intentó derribar el portón de entrada con un poste de luz. El director del penal aterrado convocó a los representantes de los presos políticos para calmar los ánimos. Uno de ellos era Cazes Camarero, además de el " Mormón" y, "Panchito".  Habia poco personal en la cárcel y se temía una rebelión de los presos. El director les imploró que calmaran a las masas que estaban afuera del penal utilizando un pequeño megáfono, a lo cual se negaron. Los manifestantes eran miles y  llevaban carteles y antorchas. Desde presidencia de la nación llamó por teléfono Esteban Righi informando que se iba a elevar un proyecto de amnistía para los presos políticos a los efectos de concretar la liberación en un mes. Cazes Camarero habló con Righi y le preguntó : " ¿Pero ustedes tienen noción de lo que está pasando acá?" Righi responde : "Bueno, escuchen esto, va para allá por orden del presidente el compañero Abal Medina con el indulto que Uds están exigiendo". Cazes Camarero tomó el megáfono y explicó lo resuelto a los manifestantes. Juan Manuel  Abal Medina llega, toma el megáfono y anuncia el indulto presidencial. Acto seguido se abrieron las puertas del penal y los presos salieron (De Santis, 2010).
Entre los fugados ilegalmente estaba François Chiappe, mafioso nacido en Córcega, francés, asesino y narcotraficante, que salió por la puerta de Devoto con los militantes revolucionarios liberados sin que nadie se lo impida. No figuraba en la lista de liberados elaborada por el Ministerio del Interior, pero sí aparecía en la preparada por el Servicio Penitenciario Federal. En realidad la salida fue caótica y Abal Medina confesó que no tenía el listado de presos amnistiados.  Los miembros de  Montoneros fugados se fueron a la sede del Partido Justicialista  mientras que los activistas del PRT-ERP se dirigieron a la sede de la COFAPPEG y desde ese lugar se dispersaron en las casas  disponibles.  

## Lecturas del hecho
Para las fuerzas políticas de izquierda de la época, peronistas o no, la liberación de los presos  por la presión popular constituía un excelente comienzo de la nueva etapa. Los presos políticos habían combatido con armas o sin ellas al gobierno dictatorial que se inició en 1966 y eran considerados héroes. En cambio para las fuerzas armadas argentinas  y sus aliados conservadores esa fecha fue nefasta: se había liberado a  quienes consideraban "terroristas" que pronto volverían a la lucha armada. El hecho además fue utilizado posteriormente como un argumento para justificar el asesinato de los prisioneros políticos durante la dictadura de 1976.  